# Mangrovesydhake
Mangrovesydhake (Melanodryas pulverulenta) är en fågel i familjen sydhakar inom ordningen tättingar.

## Utseende och läte
Mangrovesydhaken är en liten och knubbig tätting med vit undersida, mörkgrå ovansida, svartaktiga vingar och vita fläckar på sidorna av den svarta stjärten. Jämfört med andra grå- eller svartvita fåglar i sin levnadsmiljö är den märkbart rundare. Lätet består av en sorgsam långsam vissling som vanligen upprepas.

## Utbredning och systematik
Mangrovesydhaken förekommer i kustnära områden på Nya Guinea och i norra Australien. Den delas in i fyra underarter med följande utbredning:
- pulverulenta – kustnära låglänta områden på Nya Guinea
- leucura – Aruöarna och kustnära norra Queensland (Kap Yorkhalvön till Prosperine)
- cinereiceps – kustnära Western Australia (North West Cape till Cambridge Gulf)
- alligator – kustnära Northern Territory (Arnhem Land, Melvilleön samt Groote Eylandt)

### Släktestillhörighet
Tidigare placerades mangrovesydhaken i Eopsaltria eller i egna släktet Peneoenanthe. Efter genetiska studier lyftes den först ut till Peneothello till att senare inkluderas i Melanodryas

## Status och hot
Arten har ett stort utbredningsområde, men tros minska i antal, dock inte tillräckligt kraftigt för att den ska betraktas som hotad. Internationella naturvårdsunionen IUCN listar arten som livskraftig (LC).